# أبو زبير المصري
أبو زبير المصري هو مصري كان ناشطاً بارزاً في تنظيم القاعدة وكان خبير متفجرات. قُتل في هجوم بطائرة بدون طيار في 22 نوفمبر 2008 في قرية علي خيل في شمال وزيرستان. وكان يعقد اجتماعاً عملياً مع 4 آخرين من بينهم راشد رؤوف الذين قُتلوا أيضًا. تم توفير المعلومات الخاصة بمكان المصري للأمريكيين من قبل السلطات الباكستانية.